# Борго Фака (Порденоне)
Борго Фака је насеље у Италији у округу Порденоне, региону Фурланија-Јулијска крајина.
Према процени из 2011. у насељу је живело 114 становника. Насеље се налази на надморској висини од 9 м.